# Khenemetneferhedjet I
Khenemetneferhedjet I Ueret (fl. XIX secolo a.C.) è stata una regina egizia della XII dinastia.
Fu una sposa del faraone Sesostri II e la madre di Sesostri III, uno dei più importanti sovrani egizi.

## Biografia

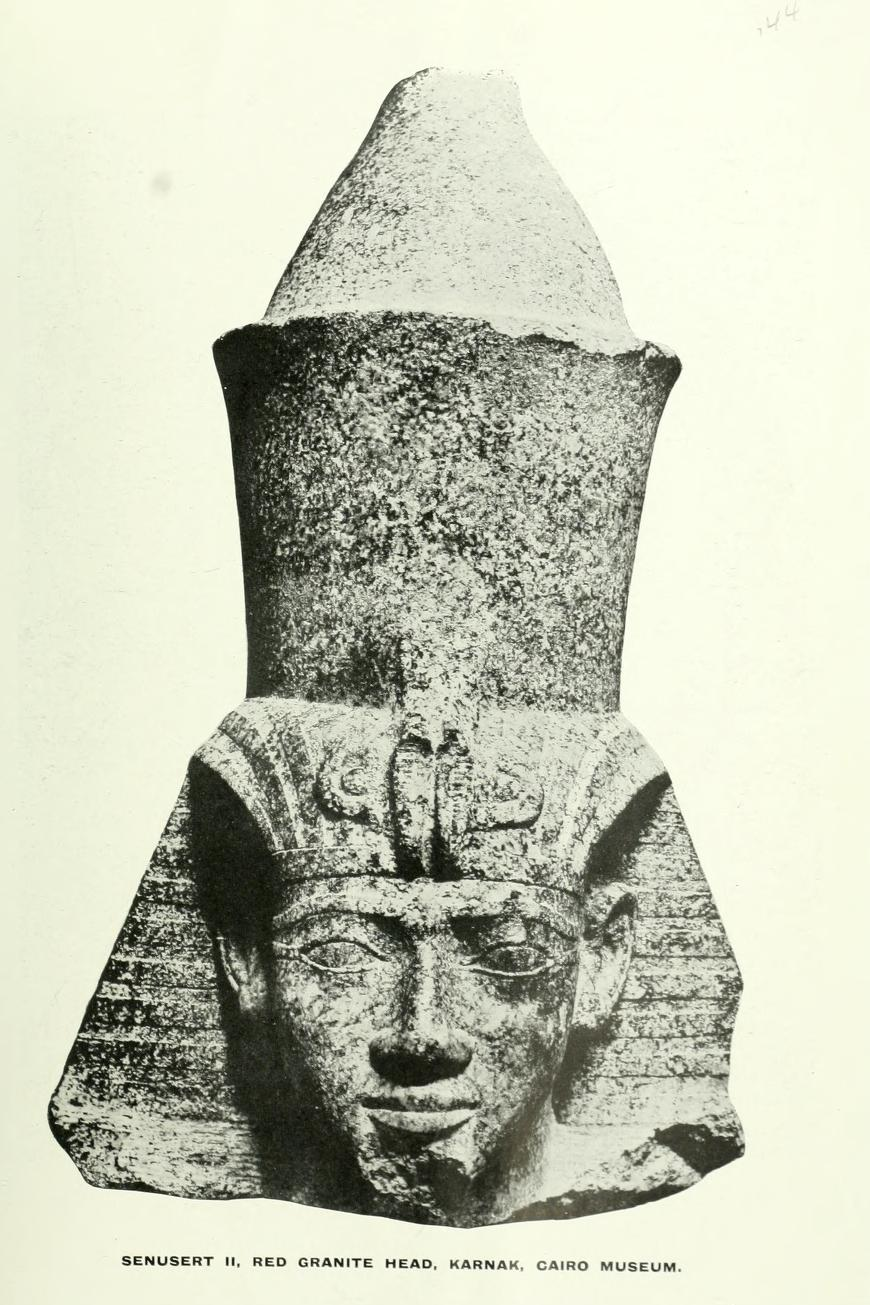
Testa di una statua di Sesostri II in granito rosso. Museo del Cairo

Dovrebbe essere la medesima Khenemetneferhedjet menzionata come figlia di Amenemhat II su un sigillo, oggi conservato a New York. Ciò implica che fosse la sorella di suo marito Sesostri II, fatto ordinario nella storia delle dinastie egizie. Lei e Nofret II sono state ormai identificate come spose certe di Sesostri II, mentre resta incerto il legame con Khenemet e Itaweret; comunque erano tutte sue sorelle. Il nome di Khenemetneferhedjet era inoltre un titolo proprio delle regine d'Egitto, e significa Unita alla Corona Bianca. Il nome aggiuntivo Ueret significa La Grande o La Vecchia e servì per distinguerla da altre col suo nome, prima fra tutte la regina Khenemetneferhedjet II.
Viene menzionata su un sigillo e su un papiro rinvenuti a El-Lahun; il primo è conservato a Tonbridge, il secondo a Berlino. Inoltre esistono sue statue al Museo del Louvre e al British Museum, e compare nel complesso piramidale del figlio Sesostri III.
Probabilmente fu sepolta nel complesso piramidale del marito, a El-Lahun. 

## Titoli
- Regina consorte d'Egitto
- Grande Sposa Reale
- Signora delle Due Terre
- Sposa del Re
- Madre del Re
- Figlia del Re (in caso solo se identificabile correttamente con la figlia di Amenemhat II con questo nome[1]
- Sorella del Re (in caso solo se identificabile correttamente con la figlia di Amenemhat II con questo nome[1].